# Ishwarganj
Ishwarganj är ett underdistrikt i Bangladesh. Det ligger i den centrala delen av landet, 110 km norr om huvudstaden Dhaka.
Trakten runt Ishwarganj består till största delen av jordbruksmark. Runt Ishwarganj är det mycket tätbefolkat, med 1 463 invånare per kvadratkilometer.